# District de Daiyue
Le district de Daiyue (岱岳区 ; pinyin : Dàiyuè Qū) est une subdivision administrative de la province du Shandong en Chine. Il est placé sous la juridiction de la ville-préfecture de Tai'an.